# Haus Raedt (Korschenbroich)

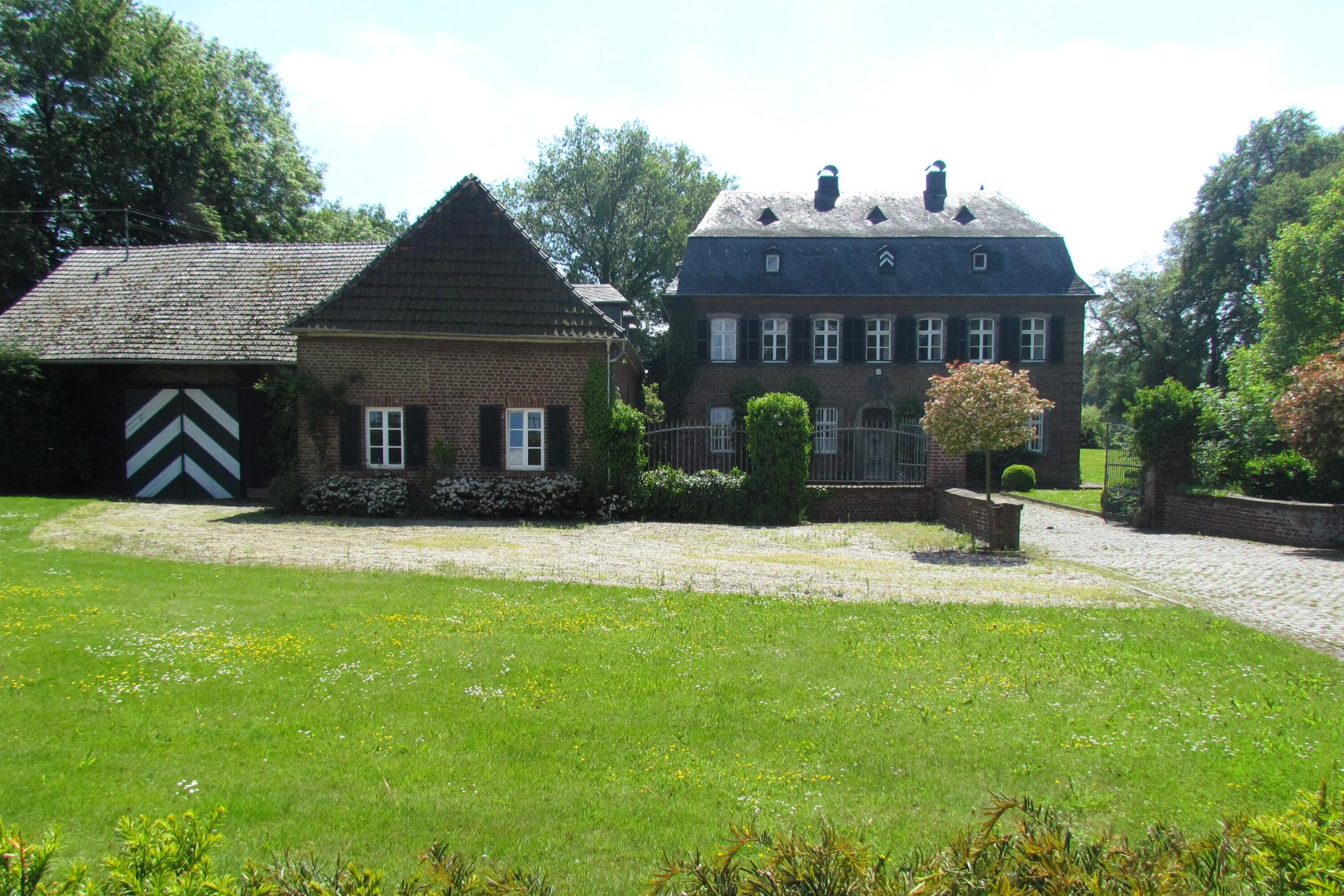
Haus Raedt

Die Haus Raedt ist ein Wasserschloss am Kellereiweg in Liedberg, einem Stadtteil der nordrhein-westfälischen Stadt Korschenbroich im Rhein-Kreis Neuss. Es ist nicht zu verwechseln mit dem gleichnamigen Haus Raedt in Vorst bei Tönisvorst.
Das Gebäude wurde in der Mitte des 18. Jahrhunderts erbaut und unter Nr. 082 am 23. September 1985 in die Liste der Baudenkmäler in Korschenbroich eingetragen.

## Geschichte
Als erster Belehnter wird 1204 Johann von Rode genannt. 1373 ist Werner von Rode auf Haus Raedt erwähnt, der zur „Gesellschaft von den fahlen Pferden“ gehörte, einem Zusammenschluss von Raubrittern. Die Burg gehörte zum Amt Liedberg. Ab 1538 gehörte das Haus dann Heinrich Wolff-Metternich. Die Familie besaß das Gut bis 1920. Freiherr Johann Adolf Wolff Metternich zur Gracht (1592–1669), kurkölnischer und kurbayerischer Geheimer Rat, Hofmarschall und Oberstkämmerer, ließ von 1654 bis 1657 das ursprünglich mittelalterliche, von Wassergräben umgebene Burghaus durch ein neues Haus ersetzen. Seine Nachkommen verkauften 1920 Haus Raedt an einen Holzhändler.

## Architektur
Das Wasserschloss ist im Maison-de-plaisance-Stil erbaut. Das schlichte ländliches Herrenhaus ist ein zweigeschossiger Backsteinbau in sieben Achsen mit flachen Segmentbogenfenstern mit Sandsteinrahmungen. An den Ecken im Ziegelbau hervortretende Quadervortäuschungen, in der Mitte ein Portal mit Sandsteinrahmung, darüber das Wappen von Franz–Josef Graf von Wolff-Metternich und Theresia von Gymnich (Heirat 1737). Das Dach ist ein verschiefertes Mansarddach. Die zum Anwesen gehörigen Scheunentrakte sind modern.